# Idiocera connexa
Idiocera connexa är en tvåvingeart som först beskrevs av Friedrich Hermann Loew 1873.  Idiocera connexa ingår i släktet Idiocera och familjen småharkrankar. Inga underarter finns listade i Catalogue of Life.